# Измоденова, Наталья Андреевна
Наталья Андреевна Измоденова (род. 1 января 1981) — российская легкоатлетка, специалистка по стипльчезу. Выступала на профессиональном уровне в 2001—2015 годах, член сборной России, победительница и призёрка первенств всероссийского значения, участница чемпионата мира в Хельсинки и Всемирной Универсиады в Бангкоке. Представляла Иркутскую область. Мастер спорта России международного класса. Тренер.

## Биография
Наталья Измоденова родилась 1 января 1981 года.
Занималась лёгкой атлетикой в Иркутске под руководством заслуженного тренера России Василия Лаврентьевича Шкурбицкого.
Впервые заявила о себе в сезоне 2001 года, став десятой в беге на 1500 метров на юниорском всероссийском первенстве в Казани.
В 2003 году в беге на 3000 метров с препятствиями была шестой на молодёжном всероссийском первенстве в Чебоксарах и девятой на взрослом чемпионате России в Туле.
В 2004 году в стипльчезе выиграла бронзовую медаль на Мемориале братьев Знаменских в Казани, показала четвёртый результат на чемпионате России в Туле.
В 2005 году финишировала пятой на зимнем чемпионате России в Волгограде и на Гран-при Афин (установила свой личный рекорд 9:35.51), одержала победу на Кубке Сочи, закрыла десятку сильнейших на Мемориале братьев Знаменских в Казани, стала четвёртой на чемпионате России в Туле. Благодаря череде удачных выступлений удостоилась права защищать честь страны на чемпионате мира в Хельсинки — на предварительном квалификационном этапе бега на 3000 метров с препятствиями показала результат 10:01.97, чего оказалось недостаточно для выхода в финал.
В 2006 году победила на всероссийских соревнованиях в Сочи, заняла десятое место на Мемориале братьев Знаменских в Жуковском, 15-е место на Гран-при Афин, получила серебро на Кубке России в Туле.
В 2007 году была четвёртой на Мемориале братьев Знаменских в Жуковском, выиграла Кубок Риги и Кубок России, стала четвёртой на чемпионате России в Туле. Будучи студенткой, выступала на Всемирной Универсиаде в Бангкоке — здесь в программе стипльчеза с результатом 9:58.45 финишировала пятой. Также в этом сезоне показала пятый результат на соревнованиях в южнокорейском Тэгу.
На чемпионате России 2009 года в Чебоксарах была седьмой.
В 2010 году выиграла чемпионат Москвы в помещении и чемпионат Центрального федерального округа во Владимире, стала серебряной призёркой на Кубке России в Ерино, финишировала седьмой на чемпионате России в Саранске.
На чемпионате России 2011 года в Чебоксарах заняла 13-е место.
В 2012 году взяла бронзу на командном чемпионате России в Сочи, была восьмой на чемпионате России в Чебоксарах и четвёртой на Кубке России в Ерино. Принимала участие в чемпионате России по эстафетному бегу в Адлере — с командой Иркутской области получила серебро в эстафете 4 × 800 метров и завоевала золото в эстафете 4 × 1500 метров.
В 2013 году показала пятый результат на Кубке Риги, стартовала на соревнованиях во Франции и Марокко, на чемпионате России в Москве.
На чемпионате России 2014 года в Казани заняла в стипльчезе 17-е место.
За выдающиеся спортивные достижения удостоена почётного звания «Мастер спорта России международного класса».
Окончила Российский государственный университет физической культуры, спорта и туризма.
Впоследствии постоянно проживала в Твери, работала тренером по лёгкой атлетике в тверской областной детско-юношеской спортивной школе. Член президиума Федерации лёгкой атлетики Тверской области.